# Botella
Una botella, bótil, o bórol, es un envase cilíndrico de cuello estrecho y cuerpo ancho, cuya finalidad es contener y conservar líquidos.

## Botella de vidrio

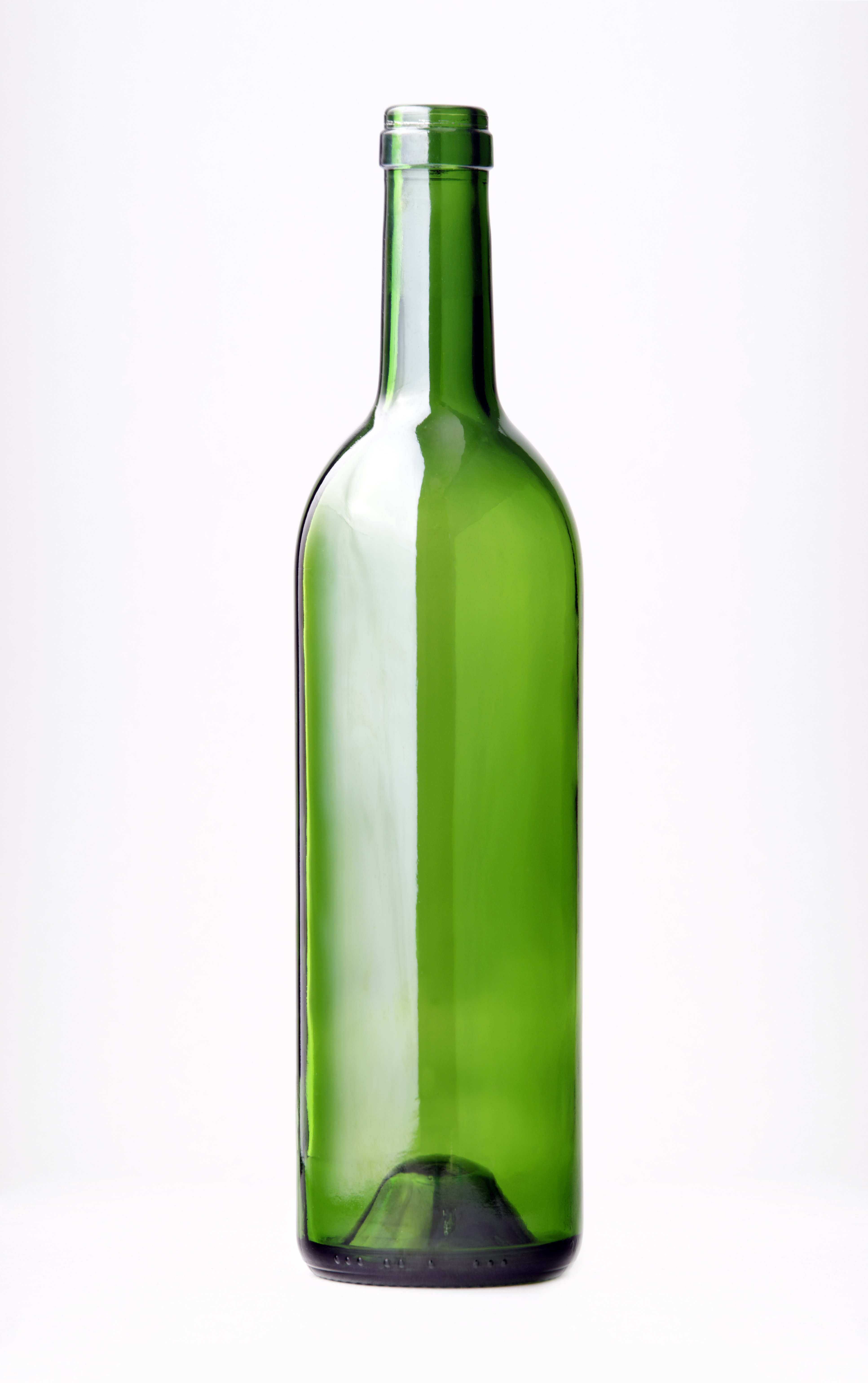
Modelo tradicional de botella de vidrio (color verde) para vino.

Se suele utilizar para aquellos productos cuyas propiedades no se alteran bajo los efectos de la luz. En caso contrario, se precisa utilizar envases opacos como latas o briks.
La botella de vidrio debe llevar pegada una o varias etiquetas de papel en las que se específica el producto y la marca así como las informaciones legales: composición, razón social del fabricante, fecha de caducidad, etc.

### Tipos de cierre
- Para líquidos envasados sin presión
  - Rosca estándar.
  - Rosca inviolable. Para abrir la botella es necesario forzar el precinto de la rosca.
  - Tapón de corcho. El propio tapón es el que ejerce la presión lateral.
- Para líquidos envasados con presión
  - Tapón corona
  - Twist-off corona
  - Eurospin
  - DiTAB

La botella de vino se cierra tradicionalmente con tapón de corcho. Por ello se recomienda que se mantenga en posición horizontal durante su almacenaje para mantener húmedo el corcho ya que si se seca, permite la entrada de aire y el vino corre el riesgo de oxidarse.

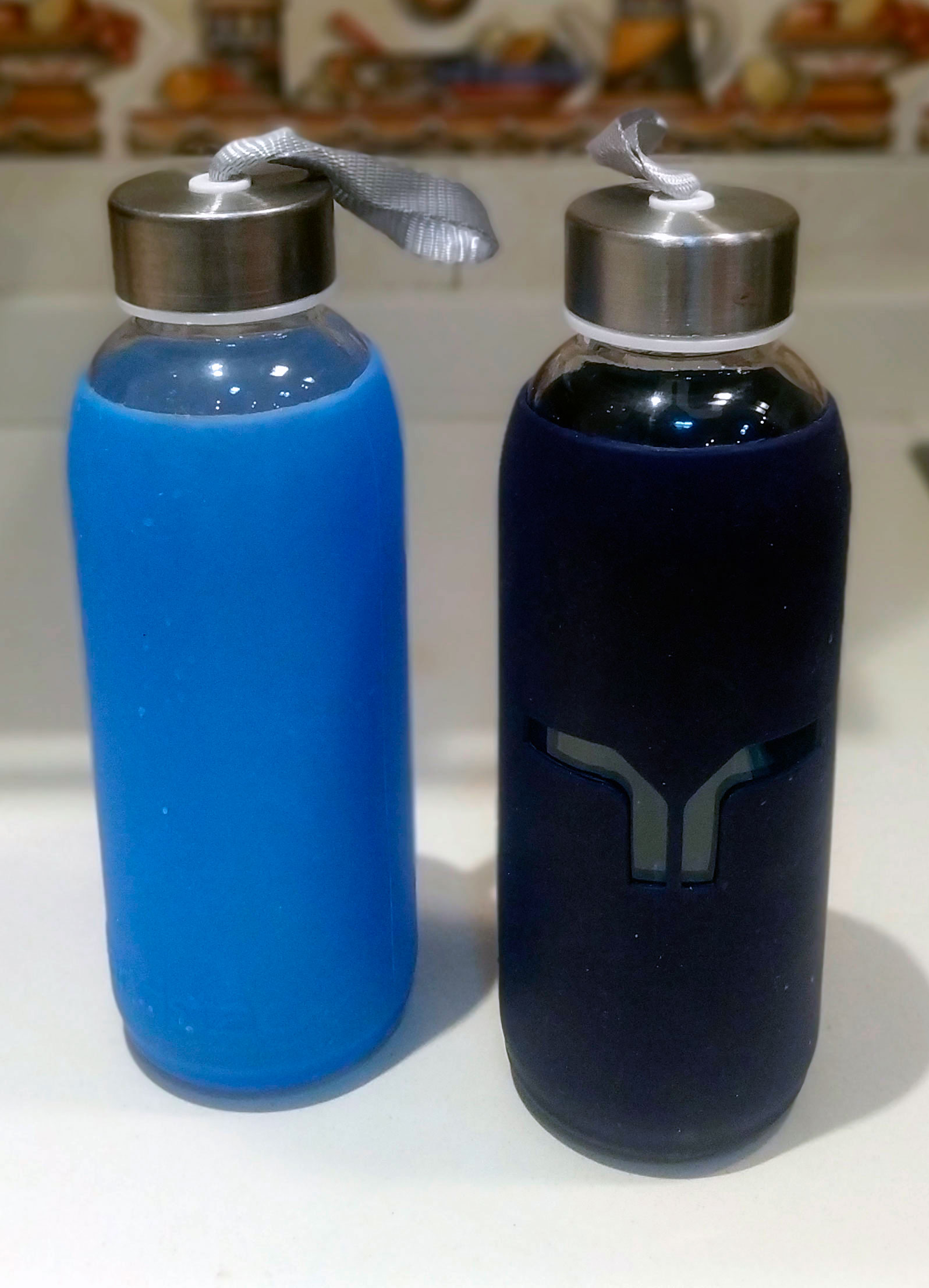
Botellas de cristal reutilizables con funda de silicona

### Botella Codd

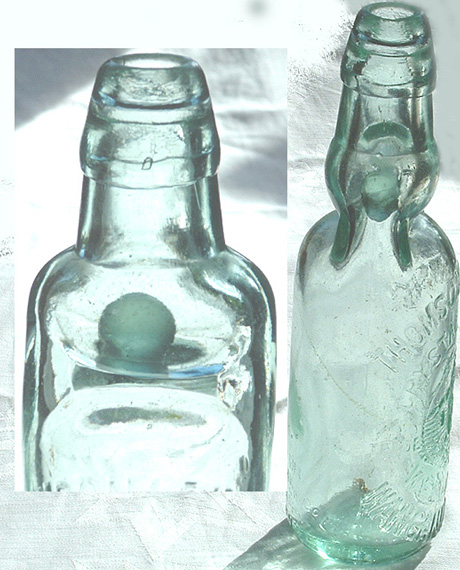
Botella del tipo "codd".

En 1872 el fabricante Hiram Codd diseñó y patentó una botella para bebida carbonatada. La botella de cuello Codd, incluía un anillo de goma y una bola de vidrio en su interior. Las botellas se llenaban boca abajo y la presión del gas carbónico en la botella forzaba la bola contra el anillo de goma situado en la parte inferior del cuello, sellándola. Estando llena la botella era como la foto de la derecha, se ve la bola prieta contra el anillo del cuello, cerrando pero quedando una cámara dentro de la cual el tapón podía ser empujado hacia dentro para abrir la botella. Una vez empujada la bola hacia el interior de la botella se podía servir el contenido, ya que la bola caía al fondo debido a su peso. En la parte inferior del cuello existe un resalte que hace que al volcarse la botella para servir el líquido, la bola de vidrio quede detenida allí para no dificultar el vaciado. Su gran inconveniente era que una vez abierta la botella ya no se podía cerrar convenientemente, perdiéndose la presión de la gaseosa. Este era el motivo principal por el cual las botellas eran de poco contenido, para ser bebidas en poco tiempo, no sobrepasando normalmente el de un tercio de litro.
Tras su introducción, la botella se hizo extremadamente popular en Europa, Asia y Australia, mientras que los bebedores de alcohol desdeñaban su uso. El término codswallop originado en cerveza vendida en botellas Codd, hizo que la cerveza se hiciera popular y conocida como wallop, aunque no hay definitiva evidencia de este dato.
El envasado Codd se produjo regularmente durante muchas décadas, pero gradualmente se hizo anticuado. Como los niños rompían las botellas para extraer los tapones de bola de vidrio, se han hecho algo escasas y aparecieron algunos coleccionistas, particularmente en Reino Unido. Una botella Codd color cobalto puede alcanzar ocasionalmente algunos cientos de libras esterlinas en el mercado de antigüedades. El diseño del cuello Codd aún se usa en Japón en bebidas como el ramune.

## Botella de plástico
Las botellas de plástico son empleadas en la comercialización de líquidos en productos como de lácteos, bebidas o limpia hogares. También se emplea para el transporte de productos pulverulentos o en píldoras, como vitaminas o medicinas. Sus ventajas respecto al vidrio son básicamente su menor precio y su gran versatilidad de formas.
El plástico se moldea para que la botella adquiera la forma necesaria para la función a que se destina. Algunas incorporan asas laterales para facilitar el vertido del líquido. Otras mejoran su ergonomía estrechándose en su parte frontal o con rebajes laterales para poder agarrarlas con comodidad. Las botellas con anillos perimetrales o transversales mejoran su resistencia durante el apilamiento, así como las estrechas y anchas mejoran su visibilidad.
El tapón de rosca, también de plástico, es el cierre más habitual de las botellas de plástico. Su diseño puede incrementar sus funcionalidades actuando como difusor en spray, dispensador de líquido, medida de dosificación o asidero, en este caso, por ejemplo, para garrafas pesadas.

## Botella de aluminio
Una botella de aluminio es una botella hecha de aluminio. Es una botella hecha completamente de aluminio que contiene cerveza, refrescos, vino y otros líquidos.

## Capacidades

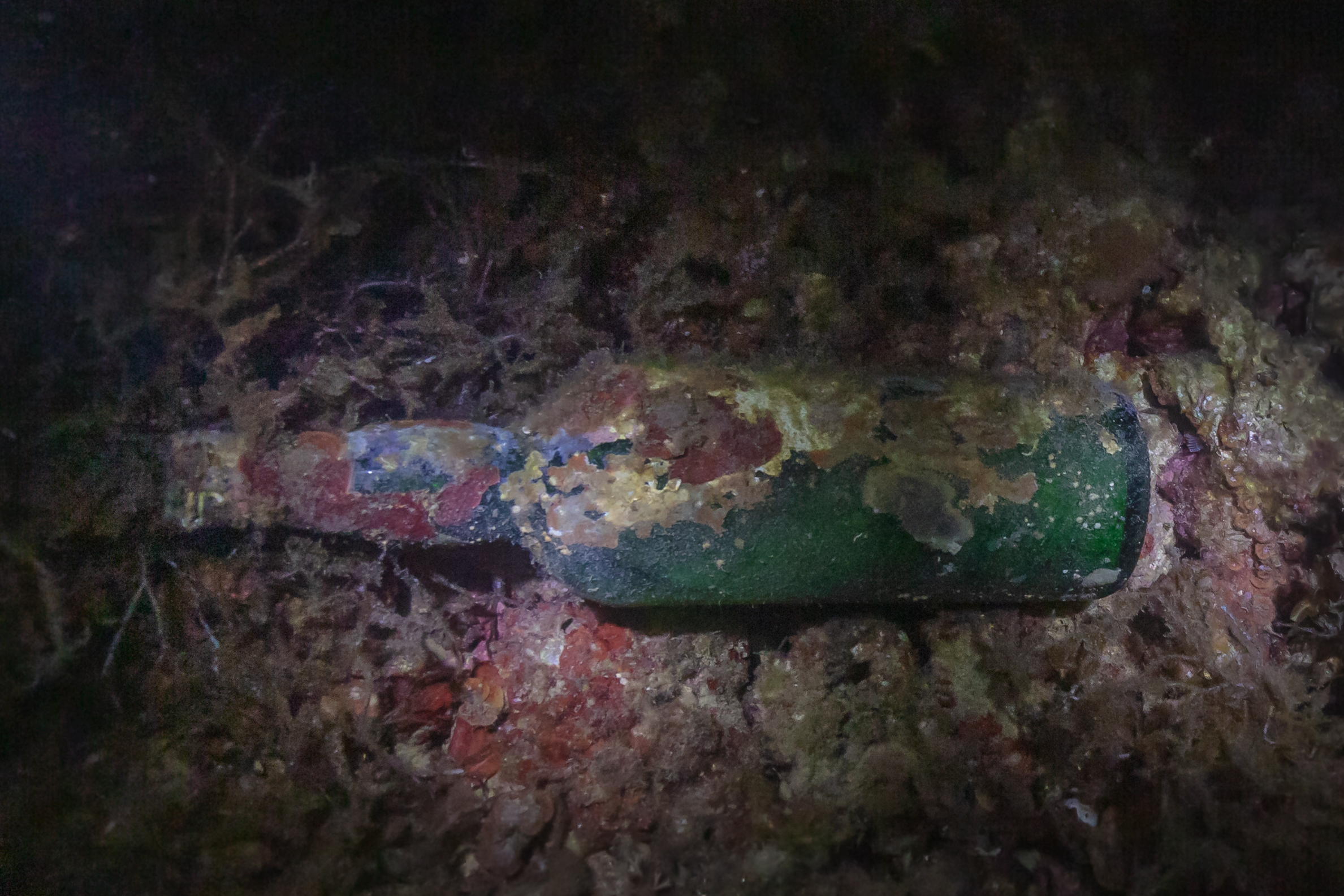
Botella de vidrio en el fondo del mar.

En enología, la «botella tipo» es, sin duda, la de 75 cl, llamada comúnmente «tres cuartos» (de litro, 750 ml). Sin embargo, existen multitud de botellas, con nombre propio, según su capacidad, y siempre con referencia a la estándar (75 cl). En orden creciente, son las siguientes:
| Nombre        | Capacidad (litros) | Capacidad (botellas) | Notas                                                                              |
| ------------- | ------------------ | -------------------- | ---------------------------------------------------------------------------------- |
| Benjamín      | 0,1875 l           | 0,25                 |                                                                                    |
| Tres octavos  | 0,375 l            | 0,5                  |                                                                                    |
| Tres cuartos  | 0,75 l             | 1                    |                                                                                    |
| Magnum        | 1,5 l              | 2                    |                                                                                    |
| Jerobán       | 3 l                | 4                    | (originalmente, Jéroboam, creado en Burdeos, Francia) por Pierre Mitchell, en 1725 |
| Rehobán       | 4,5 l              | 6                    |                                                                                    |
| Matusalén     | 6 l                | 8                    |                                                                                    |
| Salmanazar    | 9 l                | 12                   |                                                                                    |
| Baltasar      | 12 l               | 16                   |                                                                                    |
| Nabucodonosor | 15 l               | 20                   |                                                                                    |
| Salomón       | 18 l               | 24                   |                                                                                    |
| Souverain     | 26,25 l            | 35                   |                                                                                    |
| Primat        | 27 l               | 36                   |                                                                                    |
| Melquisedec   | 30 l               | 40                   |                                                                                    |